# (2374) Vladvysotskij
(2374) Vladvysotskij est un astéroïde de la ceinture principale.

## Description
(2374) Vladvysotskij est un astéroïde de la ceinture principale. Il fut découvert le 22 août 1974 à Naoutchnyï par Lioudmila Jouravliova. Il présente une orbite caractérisée par un demi-grand axe de 3,09 UA, une excentricité de 0,21 et une inclinaison de 15,1° par rapport à l'écliptique.

## Compléments